# NGC 4643
NGC 4643 é uma galáxia espiral barrada (SB0-a) localizada na direcção da constelação de Virgo. Possui uma declinação de +01° 58' 41" e uma ascensão recta de 12 horas, 43 minutos e 20,1 segundos.
A galáxia NGC 4643 foi descoberta em 24 de Janeiro de 1784 por William Herschel.